# Щелкун наскальный
Наскальный щелкун (лат. Hypnoidus saxatilis) — вид щелкунов подсемейства Hypnoidinae.

## Распространение
Чаще встречается в основном на территории Японии. На территории бывшего СССР распространён в Южном Сахалине и в Кунашире.

## Описание

### Проволочник
Проволочник длиной до 15 мм. Подбородок с тремя парами щетинок, иногда развита средняя пара. Задняя лопасть лобной пластинки в 1,5 (или менее 1,5) раз менее ширины.

## Экология и местообитания
Личинка населяет каменные косы рек и ручьёв.